# NGC 7149
NGC 7149 (również PGC 67524 lub UGC 11835) – galaktyka eliptyczna (E), znajdująca się w gwiazdozbiorze Pegaza. Odkrył ją Heinrich Louis d’Arrest 15 września 1865 roku.